# Buclovany
Buclovany jsou vesnice na Slovensku v okrese Bardejov. Žije zde 207 obyvatel.

## Historie
Území, na kterém se obec nachází, bylo osídleno již před 11. stoletím. První písemná zmínka pochází z roku 1345, kdy bylo toto území vyčleněno od sousední obce Raslavice. Během 14. až 16. století změnilo buclovanské panství několikrát své majitele; počet obyvatel postupně klesal a v roce 1600 zde bylo pouze 5 poddanských domů.
V 18. století se počet obyvatel zvýšil (v roce 1787 zde bylo 27 domů a 172 obyvatel). Roku 1850 při rozsáhlém požáru vyhořel dřevěný kostel a dolní konec vesnice; další požár vznikl v roce 1901.
V roku 1913 byla postavena kostelní zvonice, v roku 1927 škola a v roku 1936 byl založen ovocný sad. V letech 1959–1962 byl postaven místní kulturní dům a v roce 1995 byl postaven a vysvěcen nový kostel.